# N. Sriram Balaji
 Narayanaswamy Sriram Balaji  (nacido el 18 de marzo de 1990) es un tenista profesional de India.

## Carrera
Su mejor ranking individual es el N.º 313 alcanzado el 4 de febrero de 2013, mientras que en dobles logró la posición 85 el 10 de abril de 2023.
No ha logrado hasta el momento títulos de la categoría ATP ni de la ATP Challenger Tour, aunque sí ha obtenido varios títulos Futures tanto en individuales como en dobles.

## Títulos ATP (0; 0+0)

### Dobles (0)
| Leyenda                         |
| ------------------------------- |
| Grand Slam (0)                  |
| ATP World Tour Finals (0)       |
| ATP World Tour Masters 1000 (0) |
| ATP World Tour 500 (0)          |
| ATP World Tour 250 (0)          |

#### Finalista (1)
| N.º | Fecha              | Torneo | Superficie | Pareja                | Oponentes en la final      | Resultado |
| --- | ------------------ | ------ | ---------- | --------------------- | -------------------------- | --------- |
| 1.  | 7 de enero de 2023 | Pune   | Dura       | Jeevan Nedunchezhiyan | Sander Gillé Joran Vliegen | 4-6, 4-6  |